# Gustav Adolf Procházka
Gustav Adolf Procházka (11. března 1872 Kosmonosy – 9. února 1942 Praha) byl druhý patriarcha Církve československé (husitské). Původně římskokatolický kněz orientovaný reformisticky, později spoluzakladatel, duchovní, biskup a nakonec patriarcha Církve československé (husitské). Dále teolog, profesor Vysoké školy bohovědné CČS, v letech 1935–1939 suplent pro praktickou teologii Husovy československé evangelické fakulty bohoslovecké (HČEFB) v Praze.

## Život
Studoval na klasickém gymnáziu v Mladé Boleslavi, po úspěšně složené maturitní zkoušce (1891) absolvoval kněžský diecézní seminář v Litoměřicích (1891–1895). Kněžské svěcení přijal od biskupa Mons. Emanuela Schöbla v roce 1895, poté až do roku 1912 působil jako kaplan ve Vysokém nad Jizerou, Lounech a Jenišovicích u Turnova, kde byl ustanoven farářem (1912). Od studentských let měl blízko k ideám české reformace a katolického modernismu, až do jejího zákazu v roce 1907 pracoval v původní Zemské jednotě katolického duchovenstva a v Katolické moderně. Pozornost i polemiky vyvolaly jeho články o postavení, úloze a reformních snahách řadových kněží, uveřejněné v letech 1917–1918 v deníku Národní listy.[zdroj?]
Po vzniku samostatné Československé republiky se aktivně zapojil do činnosti obnovené Jednoty katolického duchovenstva československého (7. 11. 1918), jejího radikálního křídla Ohnisko a po jeho přejmenování také Klubu reformních kněží (KRK). Patřil k nejagilnějším účastníkům valného sjezdu KRK 8. 1. 1920, v jehož průběhu dal bezprostřední podnět k založení Církve československé, jako člen jejího prvního řídícího grémia Církevního výboru byl jedním ze čtyř signatářů provolání Národu československému z 10. 1. 1920.
V následujících letech patřil k předním organizátorům vnitrocírkevní práce CČS a jejím výrazným představitelům zejména v severovýchodních Čechách; v letech 1920–1923 jako farář náboženské obce Jenišovice a východočeský vikariátní správce, v období 1923–1928 pak volený biskup od roku 1921 postupně konstituované východočeské diecéze, jejímž sídlem se po Turnovu stal Hradec Králové (1925). Po smrti ThDr. Karla Farského byl v závěru roku 1927 převážnou většinou náboženských obcí (171 ze 194) zvolen druhým patriarchou a tím rovněž biskupem západočeské (dnes pražské) diecéze Církve československé, do úřadu biskupa-patriarchy byl uveden 18. 3. 1928.

V dalších téměř čtrnácti letech se v duchu odkazu prvního patriarchy snažil dále konsolidovat CČS po stránce ideové, organizační i ekonomické. Pod jeho vedením se uskutečnilo ve dnech
28.–30. 3. 1931 2. zasedání I. řádného sněmu, které přijalo Učení náboženství křesťanského pro věřící CČS, novou státně pak schválenou Ústavu CČS a potvrdilo též obřadní, organizační a sociální směřování církve na základech položených oběma valnými sjezdy delegátů náboženských obcí CČS (leden a srpen 1921) i 1. zasedání I. řádného sněmu ze srpna 1924.

Přes veškeré tehdejší vážné vnitrostátní a také mezinárodněpolitické ideologické tlaky[zdroj?] církev odolala náporu hospodářské krize, soustavně rostla nejen její členská základna (v průběhu třicátých let dosáhl počet věřících 700 000[zdroj?]), ale také počet sborových budov. Netušenou měrou se rozvinuly laické iniciativy ve sférách mládežnického hnutí, široce pojatých sociálních, publikačních i vydavatelských aktivit a organizování původně volných sdružení inteligence z řad příslušníků církve do pevněji organizačně konstituované Společnosti ThDr. Karla Farského (1933).

V průběhu jeho patriarchátu církev pronikla na Slovensko a Podkarpatskou Rus, osobní angažovanost druhého patriarchy přispěla k výraznému rozšíření mezinárodních ekumenických styků CČS. Od roku 1931 byl viceprezidentem Světové aliance pro mezinárodní přátelství prostřednictvím církví, členem Ekumenické rady pro praktické křesťanství a členem komise pro vysokoškolské studium při Světovém svazu pro svobodné křesťanství. V roce 1934 jeho úsilí ocenila Meadville Lombard Theological School v Chicagu udělením čestného doktorátu teologie.[zdroj?]
Výrazně se zasloužil o specifikaci bohoslovecké výuky budoucích duchovních CČS, kteří byli do té doby vzděláváni na Husově československé evangelické fakultě bohoslovecké. V letech 1932–1934 na základě jeho iniciativy byl zřízen první samostatný teologický ústav Vysoká škola bohovědná CČS a jiných svobodných církví křesťanských v Praze, na níž G. A. Procházka působil jako profesor pastorální teologie. Projekt nezískal oficiální státní uznání, po návratu studentů na HČEFB však byla v jejím rámci od roku 1935 zřízena samostatná sekce pedagogů Církve československé s profesory Aloisem Spisarem a Františkem Kovářem; druhý patriarcha pak v jejím rámci přednášel jako suplent praktickou teologii v letech 1935–1939.
Závěr jeho patriarchátu byl poznamenán nacistickou okupací. ThDr. Gustav Adolf Procházka, vážně nemocen od podzimu 1941, zemřel 9. února 1942 v Praze ve věku 69 let. Po jeho skonu již nesměl[zdroj?] být západočeský (pražský) biskupský a církevní patriarší stolec do konce války obsazen.

## Dílo

### Příspěvky do periodik
- Byl publicisticky činný od studentských let, před koncem I. světové války (1917–1918) proslul zejména články o reformních snahách katolického duchovenstva v Národních listech, po roce 1920 publikoval hlavně v periodických tiskovinách Církve československé Český zápas, Náboženská revue CČS a v kalendáři Blahoslav.
- Z jeho žurnalistických materiálů jsou dodnes aktuální následující stati a úvahy:
  - O bohosloveckou fakultu církve československé. Náboženská revue CČS 3/1, 1931, s. 1–11
  - Krise v CČS? Český zápas, roč. 14, č. 11/1931
  - Dnešní stav církve československé. Český zápas, roč. 14, č. 15/1931
  - Svépomoc. Český zápas, roč. 15, č. 25/1932
  - Volná myšlenka a církev československá. Český zápas, roč. 16, č. 20/1933
  - Ruce k dílu pro společnou věc. Český zápas, roč. 17, č. 50/1934

### Spisy
- Křesťanský humanism a československá církev. Praha 1932
- V boji za pravdu : připomínky k Hromádkovým kritikám církve československé v Křesťanské revui 1932. Praha 1933
- Die Tschechoslowakische Nationalkirche. Leipzig 1937
- Služebník všech. Praha 1942 (Text byl vydán také v Náboženské revui CČS - příloha Jednota, 24/5, 1953, s. 1–6)

### Sborníky
- Vstupní přednášky profesorů na Vysoké škole bohoslovecké církve československé / Předneseny při zahájení přednášek dne 10. října 1932 (Gustav Adolf Procházka, Alois Spisar, Josef Rostislav Stejskal, Vilém Kloubek, Jan Plešinger, František M. Hník). Praha 1932